# Liban
Liban (numele oficial Republica Libaneză) este o țară în Asia de Sud-Vest (Orientul Apropiat), situată pe țărmul estic al Mării Mediterane. Se învecinează cu Siria la nord și est și cu Israel la sud.

## Istoric
Țara are o istorie bogată, identitatea ei culturală fiind caracterizată printr-o diversitate etnică specifică.
Cele mai vechi dovezi ale civilizației de pe teritoriul Libanului datează de circa 7000 ani. El a fost patria fenicienilor, o cultură maritimă ce a înflorit 2500 de ani (între 3000 și 500 î.e.n.). După colapsul Imperiului Otoman, Libanul a trecut în jurisdicția Franței. Liban și-a obținut independența în 1943.
În perioada de până la Războiul civil libanez (1975-1990), țara a avut o perioadă de relativă prosperitate. Mai este cunoscută ca Elveția Estului. Până în 2006 a existat o altă perioada de relativă stabilitate, însă războiul din 2006, care a durat o lună, a oprit-o. Țara a fost afectată de criza financiară începută în 2007.

### Independența
Libanul și-a obținut independența în 1943, pe când Franța se afla sub ocupație germană. Un rol important în acest sens l-a jucat generalul Henri Dentz, Înaltul Comisar de la Vichy pentru Siria și Liban.
Sub presiunea politică, atât din interiorul cât și din afara Libanului, Charles de Gaulle i-a recunoscut independența. La 26 noiembrie 1941 generalul Georges Catroux a declat că Libanul va fi independent sub autoritatea guvernului Franței Libere. Alegerile au avut loc în 1943 și la 8 noiembrie 1943 noul guvern libanez a abolit unilateral mandatul francez asupra regiunii. Francezii au reacționat prin încarcerarea noului guvern. În fața presiunii internaționale, ei i-au eliberat pe oficialii guvernamentali la 22 noiembrie 1943 și au recunoscut independența Libanului.
Aliații din al Doilea Război Mondial au ținut regiunea sub control până la sfârșitul celui de-Al Doilea Război Mondial. Ultimele trupe franceze s-au retras în 1946.

## Demografie
S-au făcut estimări că în iulie 2010 Libanul avea o populație de 4.125.247 de oameni, cu toate acestea din 1932 nu s-a organizat nici un recensământ din cauza confensionalismului multor grupe religioase care trăiesc în țară. Populația Libanului este foarte variată, locuitorii lui „sunt urmașii diferitor oameni care au ocupat, invadat sau s-au așezat cu traiul în acest colț al lumii”, făcând ca Libanul să fie „un mozaic de culturi strâns legate între ele”. În timp ce la prima vedere această variere etnică, lingvistică, religioasă și confesională ar putea părea a provoca tulburări civile și politice „o mare parte din istoria Libanului această mare diversitate de comunități religioase a coexistat fără multe conflicte între ele”.

### Religie

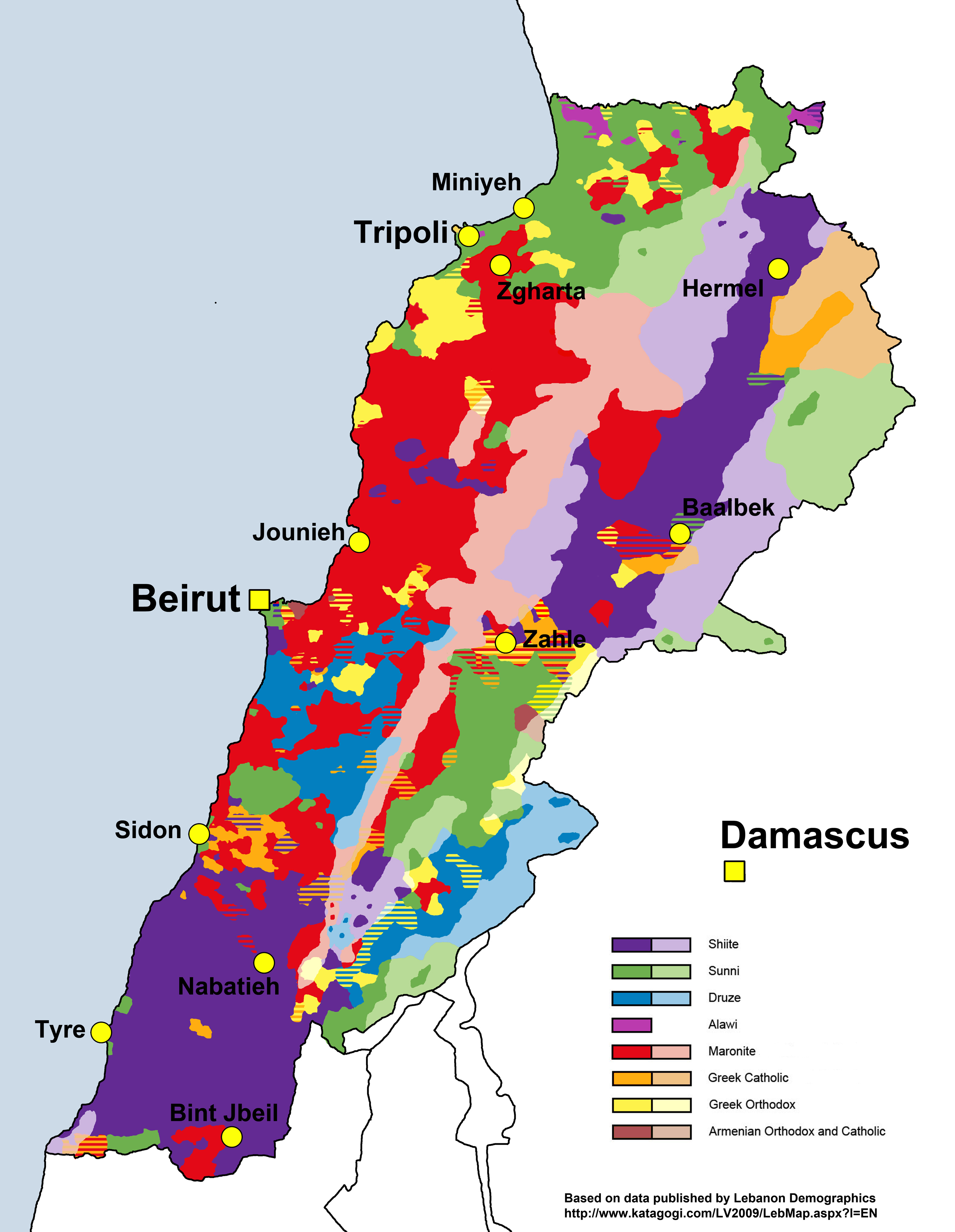
Distribuția principalelor grupuri religioase din Liban, conform ultimelor date electorale municipale.

Libanul este țara din Orientul Mijlociu cu cele cele mai multe religii prezente pe teritoriul ei. În anul 2014, CIA World Factbook a făcut următoarele estimări: 54% musulmani (27% șiiți, 27% sunniți), 40,5% creștini (incluzând 21% catolici maroniți, 8% greco-ortodocși, 5%  greco-catolici („melkiți”), 6,5% alți creștini, inclusiv armeni gregorieni, armeni catolici) și 5,6% druzi. Un studiu realizat de Centrul de Informare din Liban în baza numerelor de înregistrare a alegătorilor arată că până în 2011 populația creștină a fost stabilă în comparație cu anii precedenți, constituind 34,35% din populație; musulmanii (inclusiv druzii) au reprezentat 65,47% din populație.

### Limbă
În articolul 11 al Constituției Libanului se stipulează că „Araba este limba națională oficială. O lege determină cazurile în care se va folosi limba franceză” Majoritatea libanezilor vorbesc araba libaneză, în timp ce araba literară este mai des utilizată în reviste, ziare, la radio și televiziune. Aproape 40% dintre libanezi sunt considerați francofoni, alți 15% sunt „francofoni parțiali”, iar 70% din gimnazii folosesc franceza ca a doua limbă de instruire. Pentru o comparație, engleza este utilizată ca a doua limbă în 30% din gimnaziile Libanului.
Limba engleză este tot mai mult utilizată în știință și afaceri. Începând cu 2007 prezența limbii engleze în Liban a crescut.

### Orașe importante
- Beirut, capitala (cca 2.100.000 locuitori)
- Tripoli (peste 500.000 locuitori)
- Zahlé⁠(en)[traduceți] (200.000)
- Sidon (100.000)
- Tir (70.000)
- Baalbek (30.000)

Datele de mai sus sunt numai estimări, deoarece din anul 1932 nu s-au mai efectuat recensăminte oficiale ale populației.

## Locuri din patrimoniul mondial UNESCO
Până în anul 2011 pe lista patrimoniului mondial UNESCO au fost incluse cinci obiective din această țară:
- Ruinele vechiului oraș Anjar[14]
- Situl arheologic Baalbek[15]
- Situl arheologic Byblos[16]
- Situl arheologic Tyros[17]
- Wadi Qadisha (Valea Sfântă) și Horsh Arz el-Rab (pădurea de cedri libanezi)[18]